# Hemigrammus matei
Hemigrammus matei és una espècie de peix de la família dels caràcids i de l'ordre dels caraciformes.

## Morfologia
- Els mascles poden assolir 4,3 cm de llargària total.[5]

## Hàbitat
Viu a àrees de clima subtropical entre 22 °C i 26 °C de temperatura.

## Distribució geogràfica
Es troba a Sud-amèrica: Argentina.